# Futbol'nyj Klub Nižnij Novgorod (2007)
Il FK Nižnij Novgorod, ufficialmente Futbol'nyj Klub Nižnij Novgorod (in russo Футбольный клуб Нижний Новгород ?, cioè Società Calcistica Nižnij Novgorod; translitterazione anglosassone: FC Nizhny Novgorod), è stata una società di calcio russa con sede a Nižnij Novgorod.

## Storia
Fu fondata nel gennaio del 2007. Cominciò la sua storia come squadra riserve del Volga Nižnij Novgorod. Iscritto nel girone Volga dei dilettanti, finì il campionato in terza posizione. Divenuto club indipendente, chiese ed ottenne l'ammissione alla Vtoroj divizion 2008, terza serie del campionato russo, nonché torneo professionistico, raggiungendo proprio i concittadini del Volga Nižnij Novgorod, mentre fu creata una formazione riserve che continuò a militare tra i dilettanti.
Al primo campionato tra i professionisti il club ottenne il terzo posto nel Girone Urali-Volga, alle spalle dei concittadini del Volga Nižnij Novgorod e del Gazovik Orenburg; grazie alle successive defezioni dello SKA Rostov e dello Sportakademklub, tale posizione garantì al Nižnij Novgorod il ripescaggio in Pervyj divizion 2009, la seconda serie. Dopo il tredicesimo posto della stagione di esordio, nel 2010 il Nižnij Novgorod sfiorò la promozione in massima serie, arrivando terzo a un punto dal Volga Nižnij Novgorod. La prestazione fu ripetuta nella stagione successiva quando arrivò terzo a tre punti dall'Alanija Vladikavkaz e successivamente perse i play-off proprio contro il Volga Nižnij Novgorod.
Quella rimase l'ultima stagione per il Nižnij Novgorod, che un mese più tardi tornò a fondersi con il Volga, chiudendo definitivamente. Nel 2015 fu fondato un nuovo club con il medesimo nome: la nuova società mantenne tale nome fino al 2022.